# Trigonella graeca
Trigonella graeca là một loài thực vật có hoa trong họ Đậu. Loài này được (Boiss. & Spruner) Boiss. miêu tả khoa học đầu tiên.